# Darbankhi
Darbankhi (en rus: Дарбанхи) és un poble de la república de Txetxènia, a Rússia, segons el cens del 2022 tenia 2.392 habitants.